# Bogačevo
Bogačevo je naselje u Hrvatskoj u sastavu općine Svetog Petra Orehovca. Nalazi se u Koprivničko-križevačkoj županiji. 

## Zemljopis
Južno su Voljavec Riječki i Selnica Miholečka, jugozapadno su Podvinje Miholečko, Lukačevec, Barlabaševec i Nemčevec, zapadno je Bogačevo Riječko, sjeverozapadno je Dropkovec, sjeverno je Finčevec, sjeveroistočno je Vinarec, sjeveroistočno su Črnčevec, Mikovec i Hrgovec, istočno su Sveti Petar Orehovec i Selanec, jugoistočno je Orehovec. 

## Povijest
Povijest plemićkog dijela Bogačeva možemo pratiti od 1306. godine kad Stjepan, sin Pavla, a unuk Jakše, zalaže svoje posjede »Bagacha« i dio Cirkvene. Ova isprava potvrđena je 1376. godine plemićima Ravenskim, a ista obitelj ima prava na zemlje u Bogačevu i 1466. godine kad se ovaj posjed, uz njihova imanja oko Žabna i Cirkvene, spominje uz Sveti Petar Orehovec i Klenovec, navodi Pavleš u svojoj knjizi.
Od mještana smo čuli da su ovdje svoje posjede imali plemići Bogači, a prema podatcima koje u svojoj knjizi iznosi povijesni topograf Ranko Pavleš, u srednjem vijeku ime Bogačevo je osim naselja nosio i potok kojega danas zovu Črnec.

## Stanovništvo
Prema popisu stanovništva iz 2011. godine, selo je imalo 84 stanovnika. Selo se sastoji od ulazne kapelice, nakon koje slijedi 20-ak kuća, većinom smještenim na desnoj strani sela. Prije desetak godina unutar sela je podignut i silos koje koristi lokalni zemljoposjednik i stočar.
Na centru sela nalazi se mljekara, dok se pored nje nalazi čekaonica autobusa sagrađena nakon proteklih lokalnih izbora.
Selo je u potpunosti asfaltirano, a na rubu sela nalazi se i dječje igralište.
| broj stanovnika | 82    | 116   | 139   | 111   | 128   | 117   | 81    | 108   | 118   | 114   | 96    | 112   | 109   | 94    | 103   | 84    | 67    |
|                 | 1857. | 1869. | 1880. | 1890. | 1900. | 1910. | 1921. | 1931. | 1948. | 1953. | 1961. | 1971. | 1981. | 1991. | 2001. | 2011. | 2021. |